# Bulanık
Bulanık (en kurde Kop ; en arménien Կոփ, Kop) est une ville et un district de la province de Muş dans la région de l'Anatolie orientale en Turquie.

## Histoire de Bulanık (Kop)
Bulanık, située dans la région orientale de la Turquie, est une ville au riche passé historique. Faisant partie de la province de Muş, elle a joué un rôle important dans l'histoire de l'Anatolie orientale, notamment en raison de sa position stratégique sur les routes commerciales et militaires.
Dans l'Antiquité, la région faisait partie du royaume d'Urartu avant de passer sous le contrôle de l'Empire achéménide, puis des royaumes arméniens. Pendant la période médiévale, elle fut dominée par les Byzantins, les Sassanides, et plus tard par les Seljoukides après la bataille de Malazgirt en 1071. À partir de cette époque, Bulanık devient un carrefour culturel entre les mondes turc, kurde et arménien.
Sous l'Empire ottoman, Bulanık devint un centre administratif local, connu pour ses activités agricoles et pastorales. Cependant, au début du XXe siècle, la région a été profondément marquée par les conflits liés à la Première Guerre mondiale et les migrations forcées.
Aujourd'hui, Bulanık est une ville en plein développement, où coexistent différentes cultures et traditions. Elle demeure un témoignage vivant des diverses civilisations qui ont façonné l'histoire de l'Anatolie.